# Paulogramma pyracmon
Paulogramma pyracmon är en fjärilsart som beskrevs av Jean Baptiste Godart 1823. Paulogramma pyracmon ingår i släktet Paulogramma och familjen praktfjärilar. Inga underarter finns listade i Catalogue of Life.

## Bildgalleri

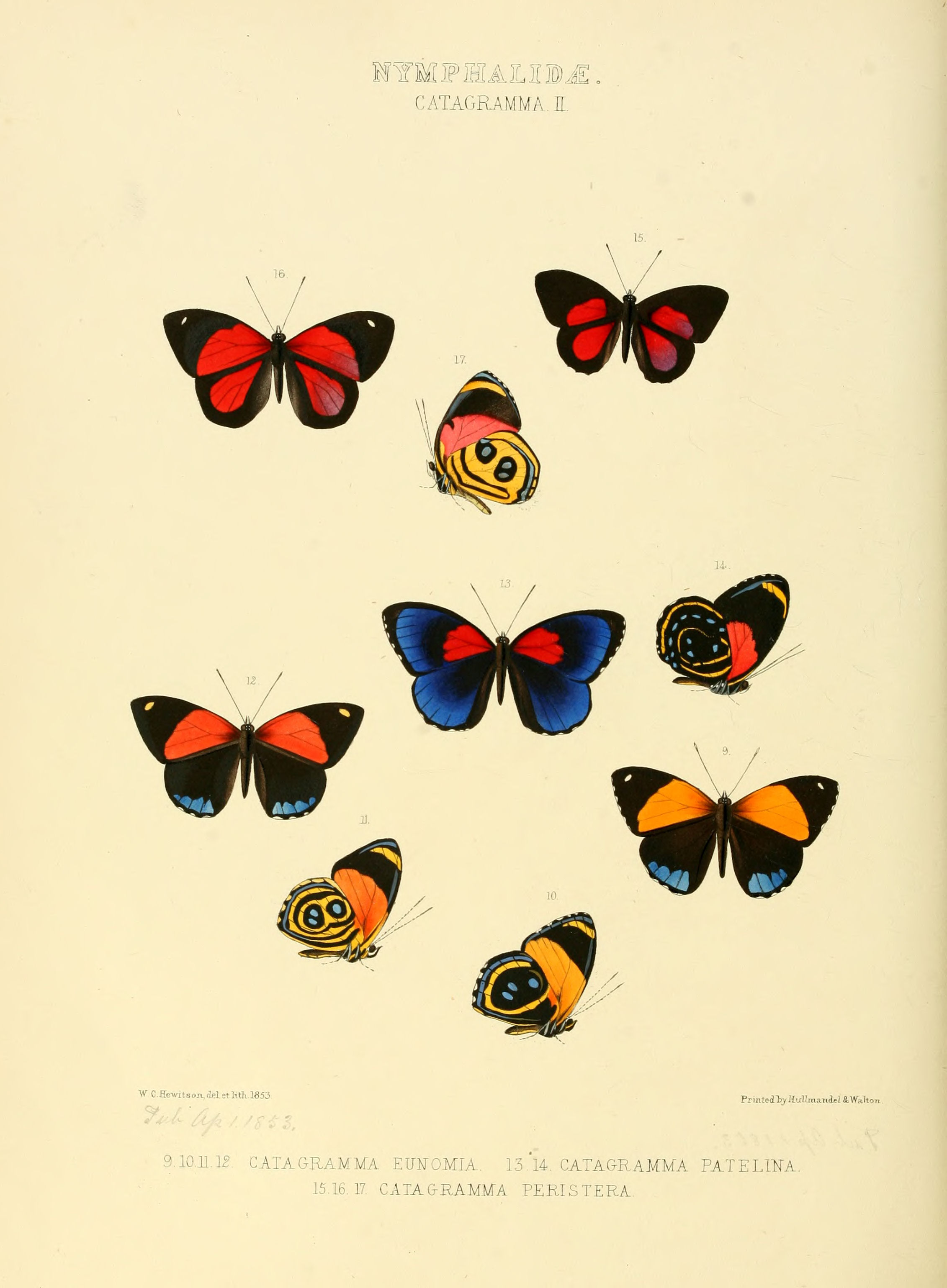